# 괴크체아다섬

임브로스섬과 테네도스섬의 위치

괴크체아다섬(튀르키예어: Gökçeada, 그리스어: Ίμβρος 임브로스[*])은 에게해에 있는 섬으로, 터키 차나칼레주에 속하며, 튀르키예에서 가장 큰 섬이기도 하다. 터키어 옛 표기는 임로즈(튀르키예어: İmroz)였으나, 현재의 이름이 1970년 7월 29일부터 공식 명칭으로 바뀌었다. 괴크체아다섬은 에게해 북쪽 사로스만 입구에 자리잡고 있으며, 섬의 이지르부르누반도는 터키의 최서단이다. 섬의 면적은 279 km2이며, 숲도 있다.
1912년 11월부터 1923년 9월까지 임브로스, 테네도스 두 섬은 그리스 왕국의 행정권 하에 있었다. 두 섬 모두 그리스인이 대부분이었고, 특히 임브로스섬은 모든 주민이 그리스인이었다. 1923년 로잔 조약에 따라 이 섬은 터키 공화국의 영토가 되었으나, 이스탄불과 함께 그리스-터키 인구 교환의 예외 지역으로 지정되어, 그리스인들의 특수 자치 지위가 보장되었다. 그러나 1927년 6월 26일의 민법 제정 직후, 이들 두 섬에 거주하는 그리스인들에 대한 권리는 부인되었으며, 로잔 조약에 대한 침범이었다.
2000년 인구 조사에 따르면, 괴크체아다섬의 인구는 총 8,875명이었다. 주요 산업은 어업과 관광이다. 주민 대부분은 튀르키예인이나, 아직 그리스인도 300여명 살고 있으며, 상당수 그리스인은 섬을 떠났다.

## 기후
| Imbros의 기후            | Imbros의 기후 | Imbros의 기후 | Imbros의 기후 | Imbros의 기후 | Imbros의 기후 | Imbros의 기후 | Imbros의 기후 | Imbros의 기후 | Imbros의 기후 | Imbros의 기후 | Imbros의 기후 | Imbros의 기후 | Imbros의 기후 |
| 월                       | 1월           | 2월           | 3월           | 4월           | 5월           | 6월           | 7월           | 8월           | 9월           | 10월          | 11월          | 12월          | 연간          |
| ------------------------ | ------------- | ------------- | ------------- | ------------- | ------------- | ------------- | ------------- | ------------- | ------------- | ------------- | ------------- | ------------- | ------------- |
| 역대 최고 기온 °C (°F)   | 17 (63)       | 17 (63)       | 25 (77)       | 27 (81)       | 33 (91)       | 33 (91)       | 38 (100)      | 36 (97)       | 36 (97)       | 32 (90)       | 22 (72)       | 17 (63)       | 38 (100)      |
| 일평균 최고 기온 °C (°F) | 8 (46)        | 8 (46)        | 11 (52)       | 16 (61)       | 21 (70)       | 25 (77)       | 28 (82)       | 27 (81)       | 24 (75)       | 18 (64)       | 13 (55)       | 10 (50)       | 17 (63)       |
| 일일 평균 기온 °C (°F)   | 6.5 (43.7)    | 6.5 (43.7)    | 8.5 (47.3)    | 13.5 (56.3)   | 17.5 (63.5)   | 21.5 (70.7)   | 24.0 (75.2)   | 24.0 (75.2)   | 21.0 (69.8)   | 15.5 (59.9)   | 11.0 (51.8)   | 8.0 (46.4)    | 14.8 (58.6)   |
| 일평균 최저 기온 °C (°F) | 5 (41)        | 5 (41)        | 6 (43)        | 11 (52)       | 14 (57)       | 18 (64)       | 20 (68)       | 21 (70)       | 18 (64)       | 13 (55)       | 9 (48)        | 6 (43)        | 12 (54)       |
| 역대 최저 기온 °C (°F)   | −10 (14)      | −7 (19)       | −7 (19)       | 1 (34)        | 3 (37)        | 7 (45)        | 13 (55)       | 12 (54)       | 7 (45)        | 1 (34)        | −3 (27)       | −10 (14)      | −10 (14)      |
| 평균 강수일수            | 12            | 13            | 13            | 9             | 6             | 6             | 3             | 2             | 3             | 8             | 12            | 15            | 102           |
| 평균 강우일수            | 11            | 12            | 12            | 9             | 6             | 6             | 3             | 2             | 3             | 8             | 12            | 15            | 99            |
| 평균 강설일수            | 7             | 3             | 2             | 1             | 0             | 0             | 0             | 0             | 0             | 0             | 0             | 1             | 14            |
| 평균 월간 일조시간       | 105           | 123           | 171           | 219           | 295           | 333           | 366           | 350           | 267           | 195           | 132           | 93            | 2,649         |
| 출처: Weatherbase        |               |               |               |               |               |               |               |               |               |               |               |               |               |

## 같이 보기
- 로잔 조약
- 세브르 조약